# Lemainville
Lemainville is een gemeente in het Franse departement Meurthe-et-Moselle (regio Grand Est) en telt 324 inwoners (2004). De plaats maakt deel uit van het arrondissement Nancy.

## Geografie
De oppervlakte van Lemainville bedraagt 4,7 km², de bevolkingsdichtheid is 68,9 inwoners per km².
De onderstaande kaart toont de ligging van Lemainville met de belangrijkste infrastructuur en aangrenzende gemeenten.

## Demografie
De figuur toont het verloop van het inwonertal (bron: INSEE-tellingen).